# Dum Dum Girls
Le Dum Dum Girls sono state un gruppo musicale statunitense, fondato nel 2008 a Los Angeles dalla cantante e scrittrice Dee Dee Penny.
Il nome del gruppo è un doppio omaggio al gruppo scozzese The Vaselines, autori dell'album Dum-Dum (1990) ed a Iggy Pop, autore della canzone Dum Dum Boys.

## Storia
La prima pubblicazione del gruppo col nome Dum Dum Girls è avvenuta nel 2008 ed è rappresentata da un EP di cinque tracce pubblicato dalla Zoo Music, etichetta della band. In seguito il gruppo pubblica un 7" per la HoZac Records. Nel luglio 2009 la band viene ingaggiata dalla Sub Pop Records.
L'album discografico di debutto, I Will Be, viene pubblicato nel marzo 2010 ed accolto positivamente dalla critica. L'album è stato prodotto da Dee Dee Penny e Richard Gotteher, già al lavoro con Richard Hell, Blondie, The Go-Go's e The Raveonettes. All'album hanno partecipato anche Nick Zinner (membro degli Yeah Yeah Yeahs), Brandon Welchez (marito della Penny e componente dei Crocodiles) e Andrew Miller. Nel luglio 2010 viene pubblicata la raccolta Blissed Out (edizione limitata in cassetta, contenente registrazioni risalenti al periodo 2007-2009 e cover.
Nel marzo 2011 il gruppo pubblica He Gets Me High, alla cui produzione partecipa Sune Rose Wagner (The Raveonettes). Il secondo disco su lunga distanza, dal titolo Only in Dreams, è pubblicato nel settembre 2011. Sempre nel 2011 Dee Dee realizza con la neozelandese Tamaryn una cover dei The Jesus and Mary Chain (pubblicata sotto il nome Les Demoniaques) e registra con alcuni componenti dei Crystal Stilts un singolo con il nome Zodiacs.
Nel settembre 2012 è la volta dell'EP End of Daze, preceduto dal singolo Lord Knows.
Nel 2013 Dee Dee scrive la musica di apertura della serie Beware the Batman. Nell'ottobre 2013 il gruppo pubblica il singolo Lost Boys & Girls Club e contestualmente annuncia la pubblicazione del terzo album, Too True, che avverrà il 28 gennaio 2014.
Dopo la pubblicazione di un terzo album nel 2014, dal titolo Too True, la leader del gruppo Dee Dee annunciò lo scioglimento della formazione e l'avvio di un progetto solista sotto lo pseudonimo Kristin Kontrol.

## Formazione attuale
- Dee Dee - voce, chitarra
- Jules - chitarra, voce
- Sandy - batteria, voce
- Malia - basso, voce

## Discografia

### Album studio
- 2010 - I Will Be
- 2011 - Only in Dreams
- 2014 - Too True

### EP
- 2008 - Dum Dum Girls
- 2009 - Dum Dum Girls
- 2011 - He Gets Me High
- 2012 - End of Daze

### Raccolte
- 2010 - Blissed Out